# Liste der Kulturgüter in Schönholzerswilen
Die Liste der Kulturgüter in Schönholzerswilen enthält alle Objekte in der Gemeinde Schönholzerswilen im Kanton Thurgau, die gemäss der Haager Konvention zum Schutz von Kulturgut bei bewaffneten Konflikten, dem Bundesgesetz vom 20. Juni 2014 über den Schutz der Kulturgüter bei bewaffneten Konflikten sowie der Verordnung vom 29. Oktober 2014 über den Schutz der Kulturgüter bei bewaffneten Konflikten unter Schutz stehen.
Objekte der Kategorien A und B sind vollständig in der Liste enthalten, Objekte der Kategorie C fehlen zurzeit (Stand: 1. Januar 2023).

## Kulturgüter
| Foto |                                                                                     | Objekt                                                                       | Kat. | Typ | Standort                          | Beschreibung |
| ---- | ----------------------------------------------------------------------------------- | ---------------------------------------------------------------------------- | ---- | --- | --------------------------------- | ------------ |
| ja   | Datei hochladen · Wikidata zu Toos-Waldi, bronzezeitliche Höhensiedlung (Q29526881) | Toos-Waldi, bronzezeitliche Höhensiedlung / römisches Gebäude KGS-Nr.: 05153 | A    | F   | Toos 726180 / 265090              |              |
| ja   | Datei hochladen · Wikidata zu Katholische Kirche St. Markus (Q29883320)             | Katholische Kirche St. Markus KGS-Nr.: 05154                                 | B    | G   | Kirchgasse 2.1 728209 / 264308    |              |
| ja   | Datei hochladen · Wikidata zu Reformierte Kirche (Q29883322)                        | Reformierte Kirche KGS-Nr.: 05155                                            | B    | G   | Mettlenstrasse 728034 / 264420    |              |
| ja   | Datei hochladen · Wikidata zu Reformiertes Pfarrhaus (Q29883324)                    | Reformierte Pfarrhaus KGS-Nr.: 13820                                         | B    | G   | Mettlenstrasse 12 728068 / 264438 |              |
| ja   | Datei hochladen · Wikidata zu Bauernhaus (Q29883316)                                | Bauernhaus KGS-Nr.: 13821                                                    | B    | G   | Mettlenstrasse 10 728102 / 264386 |              |
| ja   | Datei hochladen · Wikidata zu Wohnhaus (Q29883328)                                  | Wohnhaus KGS-Nr.: 13822                                                      | B    | G   | Lindenstrasse 1 728114 / 264277   |              |
| ja   | Datei hochladen · Wikidata zu Altes Schweizerhaus (Q29883314)                       | Altes Schweizerhaus KGS-Nr.: 13823                                           | B    | G   | Mettlenstrasse 1 728154 / 264223  |              |
| BW   | Datei hochladen · Wikidata zu Wohnhaus (Q29883326)                                  | Wohnhaus KGS-Nr.: 13824                                                      | B    | G   | Toos 19 725500 / 264516           |              |
| ja   | Datei hochladen · Wikidata zu Burg Wunnenberg (Q29883318)                           | Wunnenberg, mittelalterliche Burgstelle KGS-Nr.: 13885                       | B    | F   | Immenberg 729330 / 264380         |              |